# Andrea Sarubbi
Andrea Sarubbi (Roma, 19 novembre 1971) è un giornalista, politico e blogger italiano.

## Biografia
Ha frequentato il liceo classico dai gesuiti, poi Scienze politiche alla LUISS, laureandosi con una tesi che confrontava Lega Nord e Fronte dell'Uomo Qualunque, pubblicata da Armando Editore. Ha frequentato inoltre la London School of Economics e ha conseguito un master in discipline parlamentari. Finiti gli studi, si è dedicato al servizio civile, fornendo assistenza ai rifugiati politici e ai richiedenti asilo. 

### Attività giornalistica
Dal 1999 è giornalista professionista.
Dal 1997 al 2005 collabora con Radio Vaticana, prima con la conduzione di Jubilaeum, poi nella redazione esteri. Nel 1998 esordisce su Sat 2000 con un contenitore quotidiano di due ore. Nel 1999 entra nella redazione del programma RAI A Sua immagine: dapprima conduce Giubileo 2000, programma settimanale sul Giubileo del 2000 (andato in onda fino a gennaio 2001), poi sostituisce Lorena Bianchetti nel 2005 alla conduzione del programma, di cui diventa anche autore.
Fra gli eventi che ha presentato negli ultimi anni della sua attività televisiva, ci sono diverse Giornate mondiali della Gioventù, vari incontri del Papa e molteplici iniziative di solidarietà, per associazioni, istituzioni, diocesi e congregazioni religiose. Nel 2007 conduce Telethon, maratona tv per la ricerca scientifica.
Nel 2015 e 2016, dopo anni di assenza in televisione per l'attività politica, è tornato alla conduzione di un suo nuovo programma Today in onda sul canale nazionale TV2000: un approfondimento giornalistico sui principali temi di attualità e politica internazionale, con reportage sul campo ed ospiti in studio.

### Attività politica
Alle Politiche 2008 è eletto alla Camera dei deputati con il Partito Democratico nella Circoscrizione Campania 1. La sua attività politica si concentra soprattutto sui temi dell'immigrazione e della solidarietà: in particolare, è primo firmatario di una proposta di legge di ratifica del V Protocollo alla Convenzione di Ginevra del 1980 sulle armi convenzionali (poi assorbita da un'altra pdl e divenuta legge il 12 novembre 2009) e della Convenzione di Oslo sulle bombe a grappolo (poi assorbita da un'altra pdl e divenuta legge il 14 giugno 2011), nonché di una proposta di legge co-firmata con Fabio Granata (all'epoca nel PdL) riguardante la riforma delle norme sulla cittadinanza, per facilitare l'acquisizione della cittadinanza da parte degli immigrati residenti in Italia e di eventuali figli di stranieri nati in territorio italiano.
In occasione dell'approvazione della legge di ratifica del Trattato di amicizia fra Italia e Libia, Sarubbi vota no in dissenso dal suo partito (assieme al collega Furio Colombo e ai radicali Beltrandi, Bernardini, Farina Coscioni, Mecacci, Turco e Zamparutti, eletti nelle liste del PD). Sarubbi si distingue anche per essere stato il primo deputato italiano ad utilizzare il livetweet per raccontare in diretta le sedute della Camera dei Deputati tramite l'hashtag #opencamera dal 26 luglio 2011.
Dopo le elezioni politiche del 2013, alle quali non è stato ricandidato, ha collaborato con il quotidiano La Stampa scrivendo riflessioni personali e curando il live blog legato alle dirette twitter #opencamera. Attualmente scrive di politica con analisi e commenti per i giornali locali del Gruppo GEDI.

## Vita privata
È sposato e ha 2 figli.

## Opere
- Andrea Sarubbi, La Lega qualunque: dal populismo di Giannini a quello di Bossi, Roma, Armando, 1995, ISBN 88-7144-531-7.